# فينيسيوس فيريرا
فينيسيوس فيريرا هو لاعب كرة قدم برازيلي في مركز الهجوم، ولد في 3 أبريل 1998 في جاوو في البرازيل. لعب مع أتلتيكو باراناينسي.

## وصلات خارجية
- فينيسيوس فيريرا على موقع قاعدة بيانات كرة القدم.إي يو (الإنجليزية)
- فينيسيوس فيريرا على موقع Soccerway.com (الإنجليزية)